# Battaglia del Wadi al-Batin
L'inganno del Wadi al-Batin (vallata vicino alla città araba di Hafar al-Batin) o battaglia di Ruqi Pocket venne attuato il 16 febbraio 1991 precedentemente l'operazione Desert Storm. Essa non è da confondere con la vera battaglia dello Wadi al-Batin combattuta nei giorni dell'invasione terrestre tra elementi della 3ª Divisione corazzata americana e le forze irachene della Guardia repubblicana.
Gli iracheni si convinsero che l'attacco principale sarebbe giunto proprio dal Wadi al-Batin e concentrarono così le loro forze nella zona, sul confine tra Iraq e Arabia Saudita.

## L'inganno
Per attuare l'inganno gli statunitensi riassegnarono le truppe presenti sul confine tra Arabia Saudita e Kuwait più a nord-ovest e utilizzando dei computer per creare falsi segnali VHF e UHF, facendo così credere agli iracheni che l'esercito della Coalizione fosse ancora stanziato in quella zona. Quando l'intelligence irachena comprese l'inganno (i segnali statunitensi erano rumore bianco) credette che le truppe nemiche fossero stanziate più a sud. La Coalizione infatti aveva creato finti bunker, convogli di veicoli e carri armati.

## Le manovre
A metà febbraio il generale Franks ordinò alla 1ª Divisione di cavalleria americana di eseguire una "stoccata" sul confine sud del Kuwait dimostrando che gli iracheni si aspettavano un attacco dall'Arabia Saudita.

### Operazione Berm Buster
Il 15 febbraio le truppe americane aprirono una breccia nelle difese irachene, sostenute da genieri e dagli M198 da 155mm. Una volta aperta una breccia gli americani si ritirarono fino al confine sfruttando l'oscurità. Iniziò così una guerra psicologica: gli americani inviavano messaggi, anche con gli altoparlanti, e osservavano le reazioni degli iracheni da lontano. Gli statunitensi tesero imboscate ai nemici e spararono agli iracheni, uccidendone alcuni, quando essi si avvicinarono (circa alle 03:30). Con il favore della luce gli americani si ritirarono definitivamente più a sud.

### Operazione Red Storm
La prima fase dell'inganno fu un attacco in cui fu utilizzata l'artiglieria mobile. Gli statunitensi avanzarono con l'artiglieria ma furono rallentati quando uno dei pezzi finì sopra una mina. L'artiglieria comunque colpì ugualmente i suoi obiettivi, come una stazione radar irachena colpita poco prima delle ore 01:00 del 16 febbraio. Distrutta la stazione radar, l'artiglieria continuò l'avanzata mentre gli elicotteri Apache eseguivano raid oltre le linee nemiche.

### Operazione Knight Stike
La mattina del 18 febbraio una Task Force della 1ª Divisione di cavalleria statunitense seguì l'attacco dell'artiglieria. Il 20 febbraio la Task Force aprì una breccia in due punti diversi e, dopo aver superato un campo minato, si diresse a ovest del Wadi (vallata). In seguito le truppe si diressero a nord per sei miglia, finché il plotone in avanscoperta non riferì di essere entrato in contatto con il nemico e di aver fatto sei prigionieri. Gli statunitensi dovettero ritirarsi, colpiti da proiettili d'artiglieria di T-12. Lo stesso M113 del comandante venne danneggiato dalle granate. Prima che gli statunitensi potessero riorganizzarsi, un M113 venne distrutto e il suo mitragliere morì all'istante mentre fu colpito un Bradley, un sergente fu ucciso e altri due uomini feriti. vennero Successivamente, nel tentativo di recuperare dei feriti, un altro soldato fu ferito e morì in seguito per dissanguamento, ricevendo per questo la Silver Star. Durante la ritirata un Abrams finì su una mina, danneggiandosi. La battaglia, che durò un'altra ora, si concluse con una definitiva ritirata statunitense. L'operazione fu oggetto di numerose critiche e, nonostante tutto, gli iracheni continuarono a credere che l'eventuale attacco della Coalizione sarebbe giunto dal confine meridionale dell'Iraq.